# Resteu-Atachi, Chelmenți
Resteu-Atachi, întâlnit și sub formele Dnistrivca, Dnestrovca sau Nistreni (în ucraineană Дністрівка, transliterat Dnistrivka) este un sat reședință de comună în raionul Chelmenți din regiunea Cernăuți (Ucraina). Are 1,208 locuitori, preponderent ucraineni.
Satul este situat la o altitudine de 246 metri, în partea de centru-nord a raionului Chelmenți, pe malul râului Nistru.

## Istorie
Localitatea de astăzi Resteu-Atachi a făcut parte încă de la înființare din Ținutul Hotinului a regiunii istorice Basarabia a Principatului Moldovei, fiind formată inițial din două sate Răsteu și Otaci. Prima atestare documentară a satelor datează din anul 1756.
Prin Tratatul de pace de la București, semnat pe 16/28 mai 1812, între Imperiul Rus și Imperiul Otoman, la încheierea războiului ruso-turc din 1806 – 1812, Rusia a ocupat teritoriul de est al Moldovei dintre Prut și Nistru, pe care l-a alăturat Ținutului Hotin și Basarabiei/Bugeacului luate de la Turci, denumind ansamblul Basarabia (în 1813) și transformându-l într-o gubernie împărțită în zece ținuturi (Hotin, Soroca, Bălți, Orhei, Lăpușna, Tighina, Cahul, Bolgrad, Chilia și Cetatea Albă, capitala guberniei fiind stabilită la Chișinău). 
La începutul secolului al XIX-lea, conform recensământului efectuat de către autoritățile țariste în anul 1817, satele Răsteu și Oracile făceau parte din Ocolul Nistrului de sus a Ținutului Hotin . 
După Unirea Basarabiei cu România la 27 martie 1918, satele Otace-Resteu și Otace-Cătun au făcut parte din componența României, în Plasa Chelmenți a județului Hotin. Pe atunci, majoritatea populației era formată din ucraineni. 
Ca urmare a Pactului Ribbentrop-Molotov (1939), Basarabia, Bucovina de Nord și Ținutul Herța au fost anexate de către URSS la 28 iunie 1940. După ce Basarabia a fost ocupată de sovietici, Stalin a dezmembrat-o în trei părți. Astfel, la 2 august 1940, a fost înființată RSS Moldovenească, iar părțile de sud (județele românești Cetatea Albă și Ismail) și de nord (județul Hotin) ale Basarabiei, precum și nordul Bucovinei și Ținutul Herța au fost alipite RSS Ucrainene. La 7 august 1940, a fost creată regiunea Cernăuți, prin alipirea părții de nord a Bucovinei cu Ținutul Herța și cu cea mai mare parte a județului Hotin din Basarabia .
În perioada 1941-1944, toate teritoriile anexate anterior de URSS au reintrat în componența României. Apoi, cele trei teritorii au fost reocupate de către URSS în anul 1944 și integrate în componența RSS Ucrainene, conform organizării teritoriale făcute de Stalin după anexarea din 1940, când Basarabia a fost ruptă în trei părți. 
În perioada postbelică, în anul 1948, cele două sate Otace-Resteu și Otace-Cătun au fuzionat formând un sat mai mare, denumit Resteu-Atachi în limba română  sau Dnistrivka (Nistreni) în limba ucraineană.
Începând din anul 1991, satul Resteu-Atachi face parte din raionul Chelmenți al regiunii Cernăuți din cadrul Ucrainei independente. Conform recensământului din 1989, numărul locuitorilor care s-au declarat români plus moldoveni era de 11 (2+9), reprezentând 0,85% din populație . În prezent, satul are 1.208 locuitori, preponderent ucraineni.

## Demografie
Componența lingvistică a comunei Resteu-Atachi
     Ucraineană (98,59%)
     Alte limbi (1,33%)
Conform recensământului din 2001, majoritatea populației comunei Resteu-Atachi era vorbitoare de ucraineană (98,59%), existând în minoritate și vorbitori de alte limbi.
1930: 1.870 (recensământ)
1989: 1.288 (recensământ)
2007: 1.208 (estimare)

## Obiective istorice
- Biserica de lemn cu hramul "Acoperământul Maciii Domnului" - construită din lemn pe fundație de piatră în stil rusesc [7]
- Monumentul eroilor din cel de-al doilea război mondial - construit în anul 1963 [8]
- Clădirea Primăriei - construită de români pe fundație de piatră [9]